# Svjetionik Hrid Zaglav
Svjetionik Hrid Zaglav je svjetionik na hridi Zaglav, na sredini zapadne strane otoka Cresa i Kvarnera, južno od rta Pernat. Sagrađen je 1876. godine.
Jedan je od svjetionika na istočnoj obali Jadrana koji su građeni planski u vrijeme izgradnje pruge prema morskim lukama od strane Centralne pomorske vlasti. Svjetioničarska zgrada na hridi Zaglav dio je sustava pomorske mreže rasvjete prema Riječkoj luci, koji se gradi vezano uz izgradnju željezničke pruge što povezuje Mađarsku s morem. 

## Vanjske poveznice
|  | Zajednički poslužitelj ima još gradiva o temi Svjetionik Hrid Zaglav |